# Piscine Alice-Milliat de Pantin
La piscine de Pantin est une piscine située à Pantin (Seine-Saint-Denis) et inaugurée en 1937.
Précédemment dite piscine Leclerc, en référence à sa situation sur l'avenue du général Leclerc, elle est renommée en 2022 en référence à Alice Milliat.

## Localisation
La piscine est située dans le département français de la Seine-Saint-Denis, sur la commune de Pantin, dans l'avenue du Général-Leclerc.

## Historique

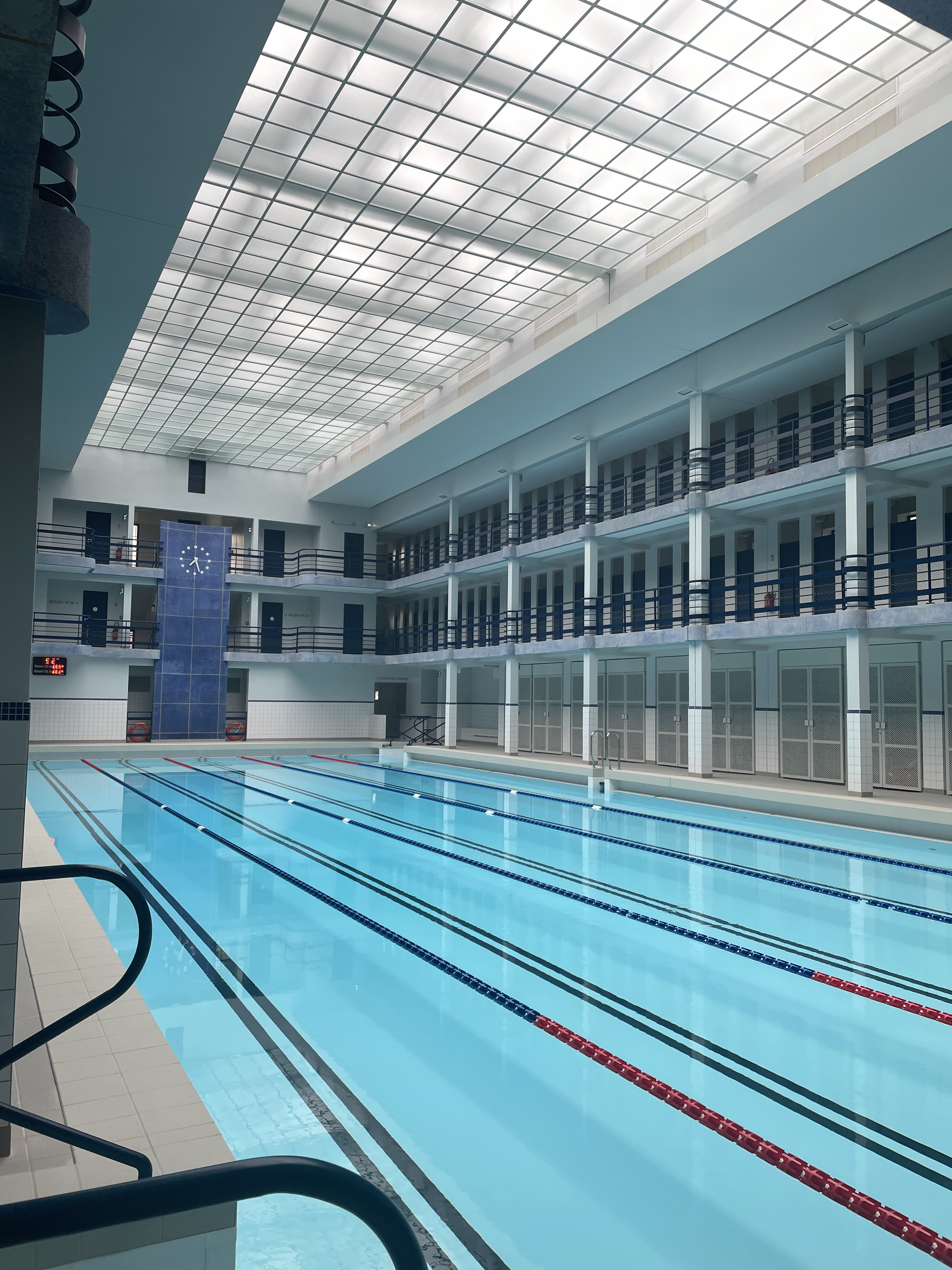
Bassin rénové en 2022.

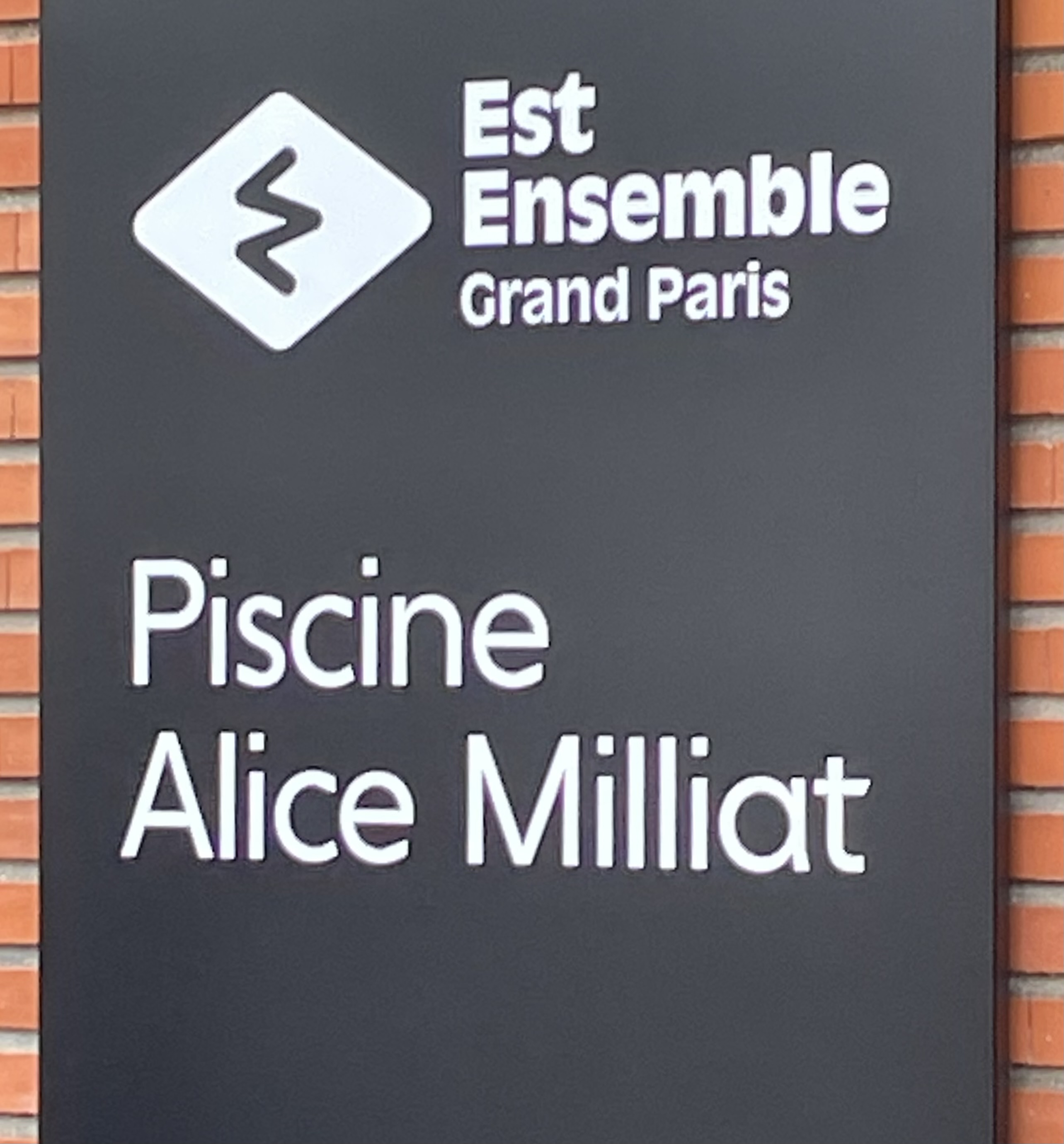
La piscine est nommée Alice Milliat.

La Mairie de Pantin décide en 1935 de bâtir une piscine municipale à proximité de l'usine des eaux alors en projet. La piscine fut achevée en 1937 par l'architecte Charles Auray (fils de Charles Auray, maire de la ville depuis 1919) et l'ingénieur Jean Molinié. Elle fut l'une des premières construites en région parisienne. Le captage qui alimente cet édifice se fait dans la nappe phréatique profonde, ce qui est remarquable pour l'époque.
Les façades, d'une grande sobriété, sont habillées de briques rouges et couronnées d'une frise en grès émaillé noir, matériau également employé dans l'encadrement des baies de l'usine. L'architecte tenta de tempérer la sévérité de la composition symétrique de la façade principale par l'emploi auprès des fenêtres en bandeau d'ouvertures en hublot ainsi que par un traitement décoratif plus développé au niveau de l'entrée, où la ligne courbe fait une apparition. A l'intérieur de la piscine, les murs sont animés par des éclats de faïence et de mosaïque bleues et blanches présentes en soubassement, décor complété par diverses variations de bleus, au niveau des garde-corps, des portes des cabines, du carrelage du sol, des peintures des parois.
En 1961, l'ORTF y organise la première émission de télévision en direct avec Raymond Mulinghausen (directeur de la piscine de 1958 à 1988) et Raymond Marcillac pour un match de catch sur l'eau.
De par son architecture particulière, la piscine fait l'objet d’une inscription au titre des monuments historiques depuis le 21 janvier 1997.
En 2011, le nouvel établissement intercommunal Est ensemble prend en charge les piscines du territoire, dont la piscine Leclerc.
Précédemment dite piscine Leclerc, en référence à situation sur l'avenue du général Leclerc, elle est renommée en 2022 en référence à Alice Milliat, nageuse, hockeyeuse et rameuse française, qui  est la première femme à parcourir 80 km sur la Seine en rameur en moins de 12 heures.
Son bassin mesure 33 mètres de long par 12,50 mètres de large. Avant rénovation, elle comptait 150 cabines individuelles.
Lors de la rénovation entreprise entre 2020 et 2022, il est adjoint un second bassin de 25 mètres   de manière conjointe avec la création d'un nouveau conservatoire de musique et de danse à ses côtés pour un investissement de 58 millions d'euros.